# Inès Fernandez
Inès Fernandez Gonzalez est une joueuse de football belge née le 23 juin 1997, évoluant au poste de gardienne à Malaga CF en Espagne.

## Palmarès
- Championne de Belgique en 2018 et 2019 avec le RSC Anderlecht
- Finaliste de la Coupe de Belgique en 2016 et 2017 avec le RSC Anderlecht

## Statistiques

### Ligue des Champions
- 2018-2019 : 1 match avec le RSC Anderlecht